# 利集國際
利集國際有限公司，簡稱利集國際（英語：Digiland International Limited，SGX：G77），在1987年由GIL集團有限公司分拆一家專門在亞太地區經營电子、IT服务供应商，以及IT产品分销商。而由於不作公開發售，故此在2002年3月28日作在新加坡交易所介紹形式主板上市。
而總部位於21 Serangoon North Avenue 5 Ban Teck Han Building #05-02 Singapore 554864。總裁為張志宏。

## 連結
- Digiland.com.sg （页面存档备份，存于）